# Oberonia scytophylla
Oberonia scytophylla är en orkidéart som beskrevs av Rudolf Schlechter. Oberonia scytophylla ingår i släktet Oberonia och familjen orkidéer. Inga underarter finns listade i Catalogue of Life.